# Capriccio, detto l'Ermafrodita
Capriccio, detto l'Ermafrodita pour clarinette basse (1983) est une œuvre de Claudio Ambrosini.
Le titre de la pièce fait référence à la forme caprice instrumental et aux deux visages de l'hermaphrodite. Claudio Ambrosini, spécialiste de la recherche de nouveaux modes de jeu instrumental, exploite les différentes facettes de la clarinette basse.

« Nos auditeurs seront vraiment surpris, comme je l'ai été, par la découverte de la richesse, je dirais même de la qualité "hermaphrodite" de la clarinette basse, 
capable à la fois d'énoncés forts et « masculins » et de sons très doux, évocateurs, « féminins »... »

— Claudio Ambrosini
Pour cette œuvre, le compositeur expose la dualité de la composition de la façon suivante :

« Le son est quelque chose qui vient de l'extérieur ; la forme de l'intérieur. »

— Claudio Ambrosini, Notes de programme

## Analyse
« Dans sa pièce Capriccio, detto l'Ermafrodita (1983), il donne en effet une impression convaincante de la maîtrise du spectre du timbre du tuyau de la clarinette. Le titre se réfère au dualisme voulu que représente au niveau de la musique d'une part le jeu agressif et presque guerrier du début et d'autre part, ultérieurement, le flottement spatial transparent et hors du temps. À la fin on aperçoit qu'il s'agit des deux facettes d'une même chose : le chant polyphonique accentué avec les répliques dures et staccato représente l'état équilibré des différents éléments. »

— Jouni Kaipainen

## Discographie sélective
- The Virtuoso Clarinet - Kari Kriikku avec  Avanti Chamber Orchestra (Performer), (label Finlandia FACD366, 1989) :
  - Magnus Lindberg (Ablauf; Linea d'ombra)
  - Esa-Pekka Salonen (Meeting)
  - Olli Koskelin (Exalté)
  - Iannis Xenakis (Anaktoria)
  - Franco Donatoni (Clair)
  - Claudio Ambrosini (Capriccio, detto l'Ermafrodita)